# ژان پاسکال مینو
ژان پاسکال مینو (انگلیسی: Jean-Pascal Mignot؛ زادهٔ ۲۶ فوریهٔ ۱۹۸۱) بازیکن فوتبال اهل فرانسه است.
از باشگاه‌هایی که در آن بازی کرده‌است می‌توان به باشگاه فوتبال سن-اتین، باشگاه فوتبال اوسر، و باشگاه فوتبال سوشو اشاره کرد.